# Czacha dymi
Czacha dymi (ang. Brain Donors) – komedia z 1992 roku, produkcji USA, nawiązująca do filmów Braci Marx, szczególnie do Nocy w operze.
Film pojawił się w Polsce na kasetach VHS w pierwszej połowie lat 90., lecz do tej pory jego dystrybucja nie została wznowiona.

## Twórcy filmu
- reżyseria – Dennis Dugan
- scenariusz – Pat Proft
- zdjęcia – David M. Walsh
- muzyka – Ira Newborn
- montaż – Malcolm Campbell
- producent wykonawczy – Jerry Zucker, David Zucker

## Obsada
- John Turturro: Roland T. Flakfizer
- Bob Nelson: Jacques
- Mel Smith: Rocco Melonchek
- George de la Pena: Roberto Volare
- John Savident: Edmund Lazlo
- Nancy Marchand: Lillian Oglethorpe

## Opis filmu
Milioner Oscar Winterhaven Oglethorpe postanowił przekazać poważną część spadku na rzecz trupy baletowej. W trakcie czytania testamentu zmarłego filantropa zjawia się na prośbę wdowy – Lillian – Roland T. Flakfizer (popisowa rola Johna Turturro), prawnik-naciągacz, który niegdyś pomógł owej milionerce. Postanawia on "wspaniałomyślnie" zająć się grupą baletową, dowiedziawszy się o znacznych profitach przeznaczonych w spadku dla jej kierownika. Jednak na drodze Flakfizera staje Edmund Lazlo – długoletni prawnik rodziny Oglethorpe, który obiecuje wdowie zaproszenie do trupy najlepszego tancerza baletowego na świecie – Roberto Volare. Od tej chwili Flakfizer wraz z niedawno poznanym taksówkarzem Rocco Molonchkiem i ogrodnikiem państwa Oglethorpe o imieniu Jacques, rozpoczyna rywalizację z Lazlo...